# Campionati del mondo di aquathlon del 1999
I Campionati del mondo di aquathlon del 1999 si sono tenuti a Noosa, Australia in data 31 ottobre 1999.
Nella gara maschile ha vinto il neozelandese Shane Reed, mentre in quella femminile l'australiana Rina Hill. Entrambi hanno bissato il successo dell'anno precedente.

## Risultati

### Élite uomini
| Pos. | Nome         | Paese         | Totale   |
| ---- | ------------ | ------------- | -------- |
|      | Shane Reed   | Nuova Zelanda | 00:32:47 |
|      | Paul Amey    | Nuova Zelanda | 00:32:53 |
|      | Levi Maxwell | Australia     | 00:32:56 |

### Élite donne
| Pos. | Nome            | Paese       | Totale   |
| ---- | --------------- | ----------- | -------- |
|      | Rina Hill       | Australia   | 00:36:09 |
|      | Nicole Hackett  | Australia   | 00:36:44 |
|      | Michelle Dillon | Regno Unito | 00:37:31 |

## Medagliere
| Pos. | Paese         | Oro | Argento | Bronzo |   |
| ---- | ------------- | --- | ------- | ------ | - |
| 1    | Australia     | 1   | 1       | 1      | 3 |
| 2    | Nuova Zelanda | 1   | 1       | 0      | 2 |
| 3    | Regno Unito   | 0   | 0       | 1      | 1 |